# جنگلی گسترده‌بال
جنگلی گسترده‌بال (نام علمی: Euphaedra medon) نام یک گونه از سرده پروانه‌های جنگلی است.